# Île Jeannette

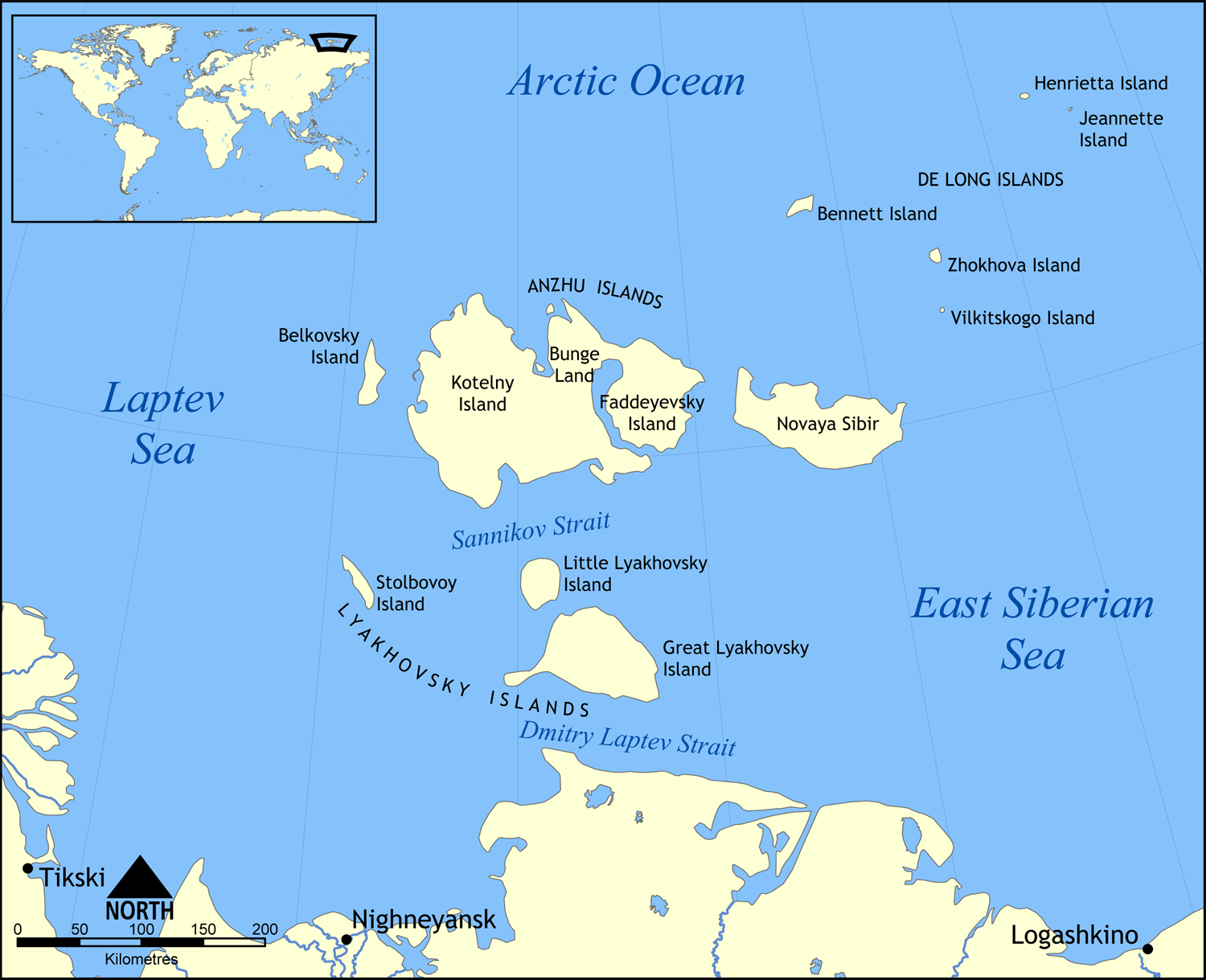

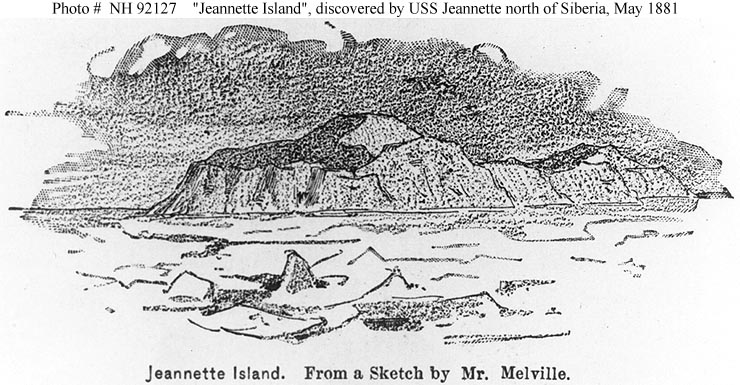
esquisse de G.W.Melville membre de l'expédition De Long (1881)

L'île Jeannette (en russe Остров Жаннетты, en anglais Jeannette Island) est une île de la mer de Sibérie orientale qui fait partie du groupe d'îles De Long, lui-même inclus dans l'archipel de Nouvelle-Sibérie lato sensu et situé au nord de la Russie de l'Est. Elle se trouve à 46 kilomètres au sud-est de l'île Henriette et 265 kilomètres au nord-est de l'île Novaya Sibir. Elle a été découverte en 1881 par l'expédition américaine de la Jeannette commandée par l'officier de marine et explorateur américain George Washington De Long.
L'île a une superficie d'environ 3,3 km2. L'île culmine à 351 m. Elle est principalement formée de grès et est couverte de glaciers et de névés. Elle fut revendiquée par les États-Unis puis plus tard par la Russie.
Sur le plan administratif elle est rattachée à la République de Sakha en Russie.
Le 12 septembre 1919, Roald Amundsen tente d'y laisser emprisonner son navire le Maud pour dériver vers le pôle Nord mais, cette année-là, la banquise dérive vers le Sud et fait échouer la mission.
Pour une raison encore inconnue, cette île n'est pas visible sur Google Maps. L'hypothèse la plus probable à l'heure actuelle serait un bug de l'algorithme de Google Maps, qui n'arriverait pas à identifier si l'île - couverte de neige - serait une terre, de la banquise ou un nuage, et donc n'afficherait rien. L'île Jeannette est cependant visible sur Bing Cartes et sur l'EOSDIS Worldwiew de la Nasa.